# Ллойд Джордж, Уильям, 3-й виконт Тенби
Уильям Ллойд Джордж, 3-й виконт Тенби (англ. William Lloyd George, 3rd Viscount Tenby; 7 ноября 1927 — 12 июня 2023) — британский пэр и бывший офицер армии. Тенби был избран одним из первых девяноста наследственных пэров, которые остались в Палате лордов после принятия Закона о Палате лордов 1999 года до его выхода на пенсию в 2015 году.

## Биография
Родился 7 ноября 1927 года. Второй (младший) сын Гвилима Ллойда Джорджа, 1-го виконта Тенби (1894—1967), и Эдны Гвенфром Джонс (? — 1971). Он получил образование в Истборнском колледже и колледже Святой Екатерины в Кембридже, где выиграл выставку и получил степень бакалавра в 1949 году.
Его отец Гвилим Ллойд Джордж был национал-либеральным политиком, который позже занимал пост министра внутренних дел при Уинстоне Черчилле и Энтони Идене. Дедом 3-го виконта Тенби по отцовской линии был Дэвид Ллойд Джордж (1863—1945), позже граф Ллойд-Джордж из Двифора, либеральный премьер-министр Великобритании (1916—1922), который ранее занимал пост канцлера казначейства в 1908—1915 годах. Его старший брат, капитан Дэвид Ллойд Джордж (1922—1983), служил во Второй мировой войне и сменил виконта Тенби в 1967 году; он умер неженатым 4 июля 1983 года в возрасте 60 лет.
Виконт Тенби покинул Палаты лордов 1 мая 2015 года. Выход пэров на пенсию был разрешен в соответствии с Законом о реформе Палаты лордов 2014 года: выход Тенби на пенсию в качестве наследственного пэра вызвал дополнительные выборы, на которых победил Джеффри Эванс, 4-й барон Маунтеванс.

## Семья
23 апреля 1955 года в церкви Святого Петра в Винчестере (графство Гэмпшир) виконт Тенби женился на Урсуле Диане Этель Медликотт (род. 20 июля 1929), дочери подполковника Генри Эдварда Медликотт (1882—1948) и Клер Шарлотты Марджори Габриэль Госселин (1886—1965). У супругов было две дочери и один сын:
- Достопочтенная Сара Гвенфрон Ллойд Джордж (род. 10 сентября 1957)[6]
- Достопочтенная Клэр Мэйр Ллойд Джордж (род. 2 марта 1961)[7]
- Достопочтенный Тимоти Генри Гвилим Ллойд Джордж (род. 19 октября 1962)